# ICC Ghent

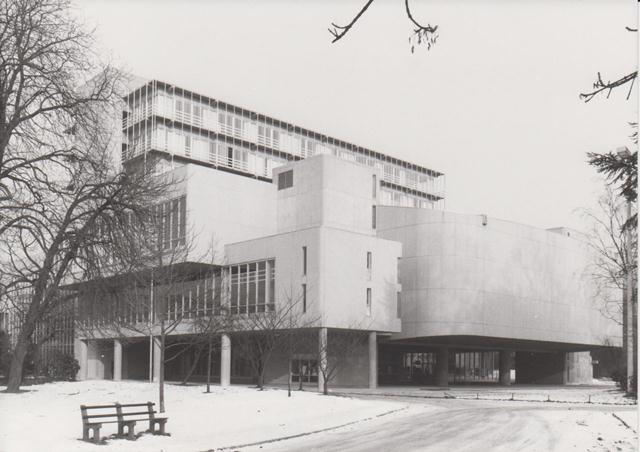
Het ICC in 1979

Het ICC Ghent (International Convention Center Ghent) is een congrescentrum in de Vlaamse stad Gent.
Het brutalistische gebouw werd in 1972 ontworpen door Geo Bontinck en in september 1975 ingehuldigd door premier Tindemans. Het project werd opgezet als 'Centrum voor Manifestatie en Congres' met een polyvalente zaal met 1000 zitplaatsen voor concerten en congressen. Het gebouw moest eveneens het Flanders Trade Centrum en Cultuur Centrum huisvesten, en bood daarnaast permanente expositieruimten voor de internationale jaarbeurs der Vlaanderen en de Gentse Floraliën.
Het convention center, gelegen in het Citadelpark heeft een bruikbare oppervlakte van circa 12.363m². Het centrum wordt onder andere gebruikt door de Universiteit Gent maar ook voor fuiven, shows, meetings, congressen en beurzen. Een van de publiekstrekkers is bijvoorbeeld de Sjacherbeurs, die tweemaal per jaar georganiseerd wordt en duizenden bezoekers lokt.